# グリーンズビル郡 (バージニア州)
グリーンズビル郡（英: Greensville County）は、アメリカ合衆国バージニア州の南部に位置する郡である。2010年国勢調査での人口は12,243人であり、2000年の11,560人から5.9%増加した。郡庁所在地は独立市でもあるエンポリア市（人口5,927人）であり、同郡で人口最大の都市でもある。

## 歴史
グリーンズビル郡は1781年にブランズウィック郡から分離して設立された。郡名は、1585年、ロアノーク島開拓地の指導者リチャード・グリーンビルに因んで名付けられたと考えられている。また別の説では、アメリカ独立戦争の少将、ジョージ・ワシントンの片腕の1人だったナサニエル・グリーンに因むというものもある。

## 地理
アメリカ合衆国国勢調査局に拠れば、郡域全面積は297平方マイル (769.2 km2)であり、このうち陸地295平方マイル (764.0 km2)、水域は1平方マイル (2.6 km2)で水域率は0.46%である。
グリーンビル郡と東隣のサウサンプトン郡の境界をメヘリン川が流れている。

### 主要高規格道路
- 州間高速道路95号線
- アメリカ国道58号線
- アメリカ国道301号線
- バージニア州道139号線
- バージニア州道186号線

### 隣接する郡と独立市
- ブランズウィック郡 - 西
- ディンウィディ郡 - 北
- サセックス郡 - 北東
- サウサンプトン郡 - 東
- ノーサンプトン郡 (ノースカロライナ州) - 南
- エンポリア市 - 中央に包含

## 人口動態
以下は2000年国勢調査による人口統計データである。
| 基礎データ - 人口: 11,560人 - 世帯数: 3,375 世帯 - 家族数: 2,396 家族 - 人口密度: 15人/km2（39人/mi2） - 住居数: 3,765軒 - 住居密度: 5軒/km2（13軒/mi2） 人種別人口構成 - 白人: 38.94% - アフリカン・アメリカン: 59.75% - ネイティブ・アメリカン: 0.10% - アジア人: 0.40% - 太平洋諸島系: 0.02% - その他の人種: 0.47% - 混血: 0.32% - ヒスパニック・ラテン系: 0.93% 年齢別人口構成 - 18歳未満: 18.2% - 18-24歳: 7.4% - 25-44歳: 38.7% - 45-64歳: 24.2% - 65歳以上: 11.4% - 年齢の中央値: 38歳 - 性比（女性100人あたり男性の人口） - 総人口: 160.9 - 18歳以上: 177.8 | 世帯と家族（対世帯数） - 18歳未満の子供がいる: 29.3% - 結婚・同居している夫婦: 49.8% - 未婚・離婚・死別女性が世帯主: 16.0% - 非家族世帯: 29.0% - 単身世帯: 25.4% - 65歳以上の老人1人暮らし: 11.3% - 平均構成人数 - 世帯: 2.51人 - 家族: 2.99人 収入と家計 - 収入の中央値 - 世帯: 32,002米ドル - 家族: 38,810米ドル - 性別 - 男性: 24,919米ドル - 女性: 19,849米ドル - 人口1人あたり収入: 14,632米ドル - 貧困線以下 - 対人口: 14.7% - 対家族数: 12.4% - 18歳未満: 17.0% - 65歳以上: 18.6% |

## 州政府の機関
バージニア州矯正省が郡内ジャラット近くの未編入領域にグリーンズビル矯正センターを運営している。この施設には州の処刑室がある。

## 町
- ジャラット
- スキッパーズ

エンポリア市はグリーンビル郡の中に入っており、郡庁所在地として機能しているが、独立市であり、郡には属していない。